# Хаглунд, Мария
И́нгер А́нна Мари́я Ха́глунд (швед. Inger Anna Maria Haglund; 6 марта 1972, Карлскуга) — шведская гребчиха-байдарочница, выступала за сборную Швеции на всём протяжении 1990-х годов. Бронзовая призёрша летних Олимпийских игр в Барселоне, серебряная и бронзовая призёрша чемпионатов мира, победительница многих регат национального и международного значения.

## Биография
Мария Хаглунд родилась 6 марта 1972 года в городе Карлскуга, лен Эребру. Активно заниматься греблей начала с раннего детства, проходила подготовку в местном каноэ-клубе под названием «Буфорс».
Первого серьёзного успеха на взрослом международном уровне добилась в 1991 году, когда попала в основной состав шведской национальной сборной и побывала на чемпионате мира в Париже, откуда привезла награду серебряного достоинства, выигранную в зачёте двухместных экипажей на дистанции 5000 метров. Благодаря череде удачных выступлений удостоилась права защищать честь страны на летних Олимпийских играх 1992 года в Барселоне — в составе четырёхместного экипажа, куда вошли также гребчихи Агнета Андерссон, Анна Ульссон и Сусанна Русенквист, завоевала бронзовую медаль на пятистах метрах — в финале её обошли лишь экипажи из Венгрии и Германии.
После Олимпиады Хаглунд осталась в гребной команде Швеции и продолжила принимать участие в крупнейших международных регатах. Так, в 1993 году она выступила на чемпионате мира в Копенгагене, где стала бронзовой призёршей в четвёрках на полукилометровой дистанции. Год спустя на мировом первенстве в Мехико в той же дисциплине взяла бронзу, ещё через год на аналогичных соревнованиях в немецком Дуйсбурге получила бронзовую медаль в двухсотметровой гонке четырёхместных байдарок. В 1997 году на чемпионате мира в канадском Дартмуте удостоилась бронзовой награды в четвёрках на дистанции 200 метров, затем на следующем мировом первенстве в венгерском Сегеде в этой же дисциплине получила серебро.
Кроме участия в спринтерских гонках на байдарках, Мария Хаглунд также участвовала в марафонских регатах. Например, в 1996 году она стартовала на домашнем марафонском чемпионате мира в коммуне Ваксхольм и стала здесь чемпионкой в программе двухместных экипажей.